# ديفيد شاند (سياسي)
ديفيد شاند هو سياسي نيوزيلندي، ولد في 1944 في ويلينغتون في نيوزيلندا. نشط حزبياً في حزب العمال النيوزيلندي.